# Теория фотографии
Тео́рия фотогра́фии — аналитическое направление, связанное с изучением фотографического изображения. Дисциплина связана с несколькими направлениями — исследованием фотографии как изобразительной формы, изучением её художественных концептов, идеологических основ, анализом систем восприятия и принципов мышления. Теория фотографии рассматривает аспекты создания фотографического кадра и особенности его перцепции. В некоторых случаях теория фотографии определяет специфику фотографии по сравнению с другими художественными практиками.

## Общая характеристика
Одна из особенностей теории фотографии как теоретической дисциплины — использование методов и исследовательских программ различных дисциплин: художественной критики, социальных исследований, истории, философии. В некоторых случаях теорию фотографии считают самостоятельной областью знания, в некоторых — рассматривают как частный случай общей художественной теории, феноменологии, теории образа, теории медиа и т. д.

## Основные направления
Теория фотографии как система сосредоточена на исследовании нескольких основных направлений. Среди них наиболее заметными являются проблема тиражирования, вопрос соотношения фотографии и языковой структуры, возможность идентификации фотографии как мифологического пространства, концепция внелогической системы. Теория фотографии позиционируется в контексте теории образа, теории медиа, в рамках системы визуального поворота. В некоторых случаях фотография воспринимается как специфическая программа и идентифицируется как инструмент культуры повседневности. Теория фотографии ставит под вопрос формат и методологию традиционной истории искусств.

## Фотография и проблема тиражирования

### Фотография и техническая воспроизводимость
Одна из первых фотографических теорий. Была сформулирована Вальтером Беньямином в начале 1930-х годов. Она была представлена в двух работах Беньямина — «Краткая история фотографии» (1931) и «Произведение искусства в эпоху его технической воспроизводимости» (1936). Концепция обращает внимание на тот факт, что фотография ставит произведение искусства в принципиально новые условия. В отличие от классической художественной системы, связанной с идеей уникальности, фотография создает условия для серийного тиражирования произведения. Таким образом, фотография нарушает представление о художественном произведении как об исключительном объекте. Говоря о проблеме тиражирования Беньямин, вводит понятие ауры, которое связывает с категориями уникальности и постоянства.

### Фотография и аура
Понятие ауры было предложено в работах Вальтера Беньямина в 1930-е годы. Беньямин обозначает это понятие в работе «Краткая история фотографии» (1931) и развивает его в эссе «Произведение искусства в эпоху его технической воспроизводимости». В «Краткой истории фотографии» Беньямин характеризует ауру как «Странное сплетение места и времени: уникальное ощущение дали». Он оценивает специфику новой фотографической ситуации как «преодоление уникального в любой ситуации через его репродуцирование». Уникальность и постоянство соединены в живописном произведении искусства — фотографию характеризует мимолетность и повторяемость в репродукции. Беньямин оценивает ауру как «здесь и сейчас произведения искусства».
Концепция ауратичности стала предметом последовательного исследования во второй половине XX века. В частности, о проблеме ауры и ауратичности писали Борис Гройс, Олег Аронсон и другие авторы. Борис Гройс, в частности, обозначает беньяминовское определение ауры как отношение произведения искусства к внешнему контексту. Именно ауратичность становится критерием подлинного.

### Фотография: проблема копии и оригинала
Одним из вопросов теории фотографии является проблема копии и оригинала. Как многие фотографические концепции, связанные с проблемой тиражирования, проблема разграничения оригинала и копии была обозначена Вальтером Беньямином, и затем рассматривалась другими исследователями — например, Жаном Бодрийяром, Борисом Гройсом и др.
Борис Гройс полагает, что различие между подлинником и копией — топологическое. Подлинник принадлежит заданному времени, подлинник вписан в историю. Копия «виртуальна, безместна, а-исторична: она с самого начала появляется как потенциальная множественность». Этот принцип реализован, в том числе, в фотографии.
В фотографии определяют две основные ситуации: невозможность отличить копию от подлинника (ситуация имитации или подделки) или трудность разграничения подлинника и его прототипа. Рассматривая два одинаковых фотографических кадра, невозможно определить, какой из них является копией, а какой подлинником., Попытки рассматривать в качестве подлинника естественный ландшафт также встречали целый ряд возражений. Жан Бодрийяр обращает внимание на то, что фотография провоцирует ситуацию симулякра — возникновение копии, которая не имеет оригинала в реальности.

### Фотография и идея подлинного
Фотография и идея подлинного — одно из центральных направлений теории фотографии. Связано с обсуждением того, насколько фотографическое изображение может быть идентифицировано как подлинное представление реальности. В отличие от рисунка, фотография в точности воспроизводит очертания предмета. В то же время, фотографию часто понимали не как форму прямого представления, а осмысления действительности.
Сьюзен Зонтаг обращала внимание на то, что кадр в большей степени является представлением идеологической программы фотографа, нежели отражением действительных событий. В качестве примера Зонтаг приводит снимки Фотодепартамента Администрации по Защите Фермерских хозяйств, которые отражали реалии Великой депрессии и, в то же время, были определением идеологической программы мастеров Фотодепартамента: Уолкера Эванса, Доротеи Ланж и других операторов. По мнению Сьюзен Зонтаг, реальность становится для фотографии объектом и, одновременно, — предметом манипуляции.
Рассуждая о проблеме фотографии как инструмента представления подлинного, Вилем Флюссер обращал внимание на то, что фотография изначально является действием в рамках заданной программы.
Жан Бодрийяр отмечал противоречивые отношения фотографического изображения и действительности. Несмотря на то, что фотография использует действительность как прототип, обратный обмен между фотографией и действительностью невозможен. Эта концепция возможности и невозможности обмена приближает фотографию к теории фотографии и языка.

## Фотография и система языка

### Фотография: языковой принцип
Одна из проблем фотографии — это нарушение языкового принципа. Фотография не поддерживает систему знака — связи означаемого и означающего, которая существует в языке. Фотография не разбивает реальность на более мелкие единицы (как это происходит в речи) и не воспроизводит языковой принцип обмена между означающим и означаемым. Тем не менее, на языковую природу фотографии указывает наличие в ней двух смысловых пластов: денотативного (буквального) и коннотативного (символического, метафорического). Отправной точкой дискуссии о языковой программе фотографии принято считать работы Барта — в частности — главы его книги «Системы моды», посвященные специфике фотографии и рассуждения о языковой природе фотографии в его книге Camera Lucida. Барт рассматривает фотографию как знак, лишенный означающего. Исследования и комментарии о языковой системе фотографии представлены у таких авторов как Ролан Барт, Жан-Поль Сартр, Елена Петровская, Екатерина Васильева и другие.

### Punctum и Studium
Теоретическая система фотографии опирается на понятия Punctum и Studium. Оба термина были использованы и введены в научный оборот Роланом Бартом, но с тех пор стали общепринятыми понятиями в теории фотографии, изображения и языка. Барт обращает внимание, что Punctum не обладает последовательным содержанием. Studium, напротив, ориентирован на режим повествования или рассказа. Studium «представляет собой весьма обширное поле апатичного желания, разнообразных интересов, непоследовательного вкуса». Обращаться к порядку Studium значит сталкиваться с интересами фотографа и входить с ними в созвучие, полагает Барт.
Напротив, Punctum в фотографии — это случай, который нацелен на зрителя. Смысл Punctum — в обнаружении того, что «скрыто столь надежно, что само действующее лицо его игнорировало или хранило в бессознательном». Российский исследователь Елена Петровская говорит о Punctum как о «воплощенном случае». Punctum подразумевает, что фотография не поддерживает языковую систему смысла. Российский исследователь Екатерина Васильева обращает внимание на то, что Punctum, «по сути, противостоит риторической системе значения».

### Фотография и фотографическое сообщение
Концепция исходит из предположения, что специфическая особенность фотографии — соединение коннотативного сообщения с сообщением денотативным. В своей статье «Фотографическое сообщение» Барт замечает, что в кадре происходит наложение вторичного смысла. В формировании коннотативного значения фотографии принимает участие вербальный текст, который корректирует смысл фотографического сообщения. Барт определяет фотографию как сообщение без кода. Представление о том, что фотографическое изображение является особой формой сообщения, является одной из основных идей в теории фотографии. В связи с этим часто приводят слова Ролана Барта, заимствованные, в свою очередь, у Жан-Поля Сартра: «Журнальные фотографии могут с успехом „мне ни о чём не говорить“». Барт обращает внимание на то, что связь с предметом на фотографии осуществляется без какой-либо интенциональности. Барт отмечает, что структурный парадокс фотографии заключается в том, что «коннотативное, кодированное сообщение развивается на основе сообщения без кода».

### Фотография и проблема значения
Фотография обращает на себя внимание как феномен, иначе выстраивающий соотношение означающего и означаемого и иначе формирует структуру смысла. Как полагают, фотография обнаруживает принципиально иную форму, нежели система знака, которая связывает означающее и означаемое. Фотография не может выступать как знак, и, как следствие, она не может использовать принцип образования смысла, заложенный в языке. Она обнаруживает форму, которая демонстрирует принцип образования смысла, не зависимый от конструкции знака, фотография передает реальность, не разбивая её на базовые составные элементы (знак) как это происходит в языке. В некоторых случаях полагают, что феномен фотографического значения характеризует смысловая неопределенность. Некоторые исследователи обращают внимание на сосуществование в фотографии двух уровней смысла: буквального и символического.

## Фотография как мифологическая система
Понимание того, что фотография может рассматриваться как мифологическая система, было сформулировано в работах Ролана Барта и стало важным элементом фотографической теории второй половины XX века. Идеи, соединяющие фотографию и мифологическую систему, были сформулированы Бартом в работах «Мифологии» и «Система моды». В своей работе «Мифологии» Барт исходит из предположения, что фотография выступает одним из ключевых элементов современной мифологической системы. Он полагает, что фотография и фотографическая репрезентация становится основой современного мифа.
Рассуждая о фотографии, Барт обращает внимание на то, что в ней задействованы два смысловых пласта: буквальный и мифологический. Фотография становится одним из инструментов превращения действительности в мифологическое пространство. Этот принцип действует как в области фотографии, так и в системе моды. Содержательное наполнение фотографии включает в себя мифологический пласт и апеллирует к мифологическому сознанию. Фотографический миф Барт рассматривает как инструмент формирования идеологии.

## Фотография и внелогическая форма

### Фотография и внелогический принцип
Концепция принадлежности фотографии внелогической системе связывает кадр с пространством иррационального. Современная аналитическая система считает своей основой логическое мышление, на которой построено современное рациональное знание.
Фотография, как и многие другие цивилизационные формы, сохраняют элементы дологического сознания. Эта концепция, частично представленная в работах Ролана Барта, Жана Бодрийяра, Розалинды Краусс и других авторов последовательно сформулирована российским исследователем Екатериной Васильевой. Концепция основана на исследовании принципов внелогического сознания, начатого ещё Эрнстом Кассирером, Люсьеном Леви-Брюлем и Клодом Леви-Строссом. Применительно к фотографии речь идет о способности фотографии поддерживать внелогическую систему. Фотография нарушает принцип языка и значения, нарушает привычную приемственность времени, иначе представляет систему пространства и нарушает принцип присутствия.

### Фотография и таксономическая модель
Фотография нарушает идеи классификации, принятые в цивилизационной системе и подчиненные иерархическому принципу. Фотографическое изображение не поддерживает систему корневого таксона и находящихся ниже классифицируемых объектов. Цивилизационное мышление представляет собой иерархию соподчиненных понятий. Фотография оперирует принципами, которые не связаны между собой обстоятельствами соподчинения. Фотография формирует принципиально иную модель: она использует не генеральные или обобщающие понятия, а представляет собой буквальный перечень конкретных, часто второстепенных, объектов. Этот буквальный перечень (или представление) конкретных объектов не может быть использован как элемент соподчиненных категорий. Исследователи обращают внимание на то, что принцип обобщения, на котором построена таксономическая система, в фотографии не возможен. Фотография обращена к конкретным предметам, а не к их обобщению и систематизации. «Классификация — … это разделение главного и второстепенного. Таксономическая модель предполагает порядок приоритетов, иерархию важного и незначительного, основного и периферийного». Исследователи обращают внимание на то, что фотография, фактически, не допускает возможность подобного деления.

### Фотография и категория времени
Фотографию часто рассматривают одним из тех феноменов, который обнаруживает специфическое положение в системе времени. Фотография не опровергает шаблон линейного времени, но и не поддерживает его. Фотографии свойственно несоответствие системе времени, привязанной к преемственности прошлого, настоящего и будущего. «Снимок видит временной поток набором обособленных „теперь“, которые нарушают идею линейности, выстраивают хаотичную среду», — замечает исследователь фотографии Екатерина Васильева. Фотография радикально смешивает акценты между прошлым, настоящим и будущим: кадры как события могут быть выстроены в любой последовательности. Одновременно с этим, фотография всегда принадлежит настоящему и, в то же время, всегда связана с прошлым.
Одним из авторов, обратившим внимание на нарушение хронологической структуры фотографии, можно считать Ролана Барта. В своей работе «Camera Lucida» Барт говорит о нарушении хронологической структуры внутри фотографии: она связана с утопическим временем. «Фотография — не копия реального, а эманация прошлой реальности», — пишет Барт.

### Фотография и принцип представления пространства
Различные исследования обращают внимания на то, что фотография предлагает специфическую модель пространства. Её особенность заключается не только в способности переводить трехмерный объём в двухмерное изображение, но и в способности представлять пространство как специфическую структуру. Фотография, используя различные кадры, способна представлять части пространства как качественно различные, разрушая представления о пространстве как о единой системе. Фотография не воспроизводит пространство единым организмом, а рассматривает его как набор фрагментов. Такой способ представления пространства характерен для архаических систем и мифологического сознания. Исследователь фотографии Екатерина Васильева замечает: «Фотография фиксирует окружающее пространство как набор фрагментов». Несмотря на ограничения, замечает она, живописное пространство было обращением к идее целого. Схожие наблюдения поддерживают и другие авторы. «Фотография открывает пространство как форму оптической иллюзии, все дальше удаляясь от идеи, связанной со стеной картины». Фотография разбивает физическое пространство на фрагменты и конструирует на их основе новую пространственную среду. Фотографическая система сталкивается с той же системой, что и мифологическое пространство: фрагменты отрывочны и не связаны друг с другом ни содержательно, ни логически.
Розалинда Краусс в своей работе обозначила несколько принципиально важных тем, связанных с темой пространства и фотографии: претензии фотографии на обладание пространством, принадлежность кадра пространству выставки, исчезновение принципа топографического описания.
Также особое значение в фотографии приобрел эффект «метафизической пустоты». Одним из примеров в данном случае могут служить фотографии Эжена Атже.

### Фотография и проблема присутствия
Специфика фотографии — нарушение единства бытия и времени. Фотография представляет собой специфический парадокс с точки зрения обстоятельства присутствия. Обращаясь к фотографии, мы не всегда понимаем, что значит «есть» и что значит «нет». Мартин Хайдеггер говорил о традиции определять бытие временем, а время бытием. В ситуации, когда эти составляющие нарушены, идея присутствия и существования в фотографии выступает, скорее, как парадокс, нежели как данность. Фотография, которая изначально нарушает картину времени, демонстрирует парадоксальную ситуацию с точки зрения картины присутствия. Если в фотографии нарушена картина времени, сложно определить применительно к кадру, что значит «есть».

## Фотография и вещь
Исследователи обращают внимание на тот факт, что фотография подразумевает особый статус вещи. Фотография зависима от предмета. Вещь становится условием кадра: снимок невозможен без объекта. «Фотография обладает очевидной возможностью превращения окружающего мира в вещь или набор вещей». Вещь рассматривают как неизбежное условие фотографии: фотография фиксирует то, что является видимым. В отличие от рисунка фотография не формирует автономную систему, а выбирает заданную конфигурацию.  Без дополнительных технических операций или редактирования изображений фотография не обладает способностью игнорировать объекты.
Исследователи полагают, что изображение диктует способ ви́дения вещи. Снимок не только фиксирует предмет, но и меняет условия его ви́дения. Условия ви́дения, доступные фотографии, дезавуируют знания о вещи: они поднимают вопрос о том, какая именно вещь является подлинной. «Если фотография привязана к вещи и зависима от нее, не будем забывать и о том, что камера принципиально меняет предмет — и визуально, и качественно».

## Фотография и теория образа
В тексте «Риторика образа» Ролан Барт связывает концепцию образа (image) с глаголом «imitari» — «подражать», «имитировать». Он рассматривает образ как результат воспроизводства и копирования предметов. Это копирование создает иллюзию тождества предмета и его изображения, но смысл образа заключается в том, что он не равен объекту рефлексии — то есть, изображаемому предмету. Исследование семиотической модели образа было положено в основу его исследования в 1960-е годы. Оно дало о себе знать в работах Барта и в отдельных исследованиях Умберто Эко, 1968). Среди российских исследователей теория образа и связанные с ней концепции последовательно представлены в работах Елены Петровской.
Изображение сложно оценивать как набор знаков, обладающих прямым смыслом и использующих систему означающего и означаемого. Теория образа связана с проблемой восприятия невидимого и выявлением все новых аспектов образа. Теория образа как дисциплина также рассматривает проблему изображения, которые не имеют прямого материального носителя. Существует мнение, что исследование образа и его теория должны быть вписаны в контекст более широких социальных, художественных и дискурсивных практик. Образ можно считать буквальным проявлением феноменологической редукции Образ рассматривают не столько как инструмент репрезентации или изображения, сколько условного называния и смыслового обозначения, обращая внимание на то, что образ имеет дело с невидимым.

### Образ: видимое и сокрытое
Часть смысла, заложенная в изображении, заключена не только в его видимых очертаниях, но и связана с составляющей, которая не имеет визуальной формы. «… Визуальный образ включает не только зримое, но и не-зримое». Невидимое является частью образа и основой того смысла, которое создает изображение. «… Проблема производности изображения от того, что можно обозначить как невидимое, представляется вполне универсальной». Теоретическая концепция настаивает на том, что образ дает возможность обнаружить невидимое по своей природе, делая его зримым и доступным. Невидимое возникает как система отношений, в которую вовлечены образы.
Концепция образа как невидимого связана, прежде всего, с работами Мориса Мерло-Понти. Она представлена в его работах «Око и дух» и «Видимое и невидимое».

### Образ и воображаемое
Образ можно считать основой европейской культуры воображаемого. Эта концепция была высказана как в работах французского исследователя Мари-Жозе Мондзен, так и в текстах российского автора Елены Петровской. Эта теория представляет образ как мыслимое или воображаемое начало. В концепции образа как воображаемого важен не столько факт подобия, сколько отличия. «… При конституировании образа не столь существен изображаемый объект, … сколько „иконическое отличие“, выделенность из фона». Сходным образом эта концепция оформлена в концепции Нанси, который считает воображаемое и инаковость необходимым условием возникновения образа. «Фигура оформляет тождество, образ желает инаковости», — отмечает исследователь.

### Фотография и проблема формы
В фотографии проблема бесформенного возникает как парадоксальная проблема в том числе потому, что кадр изначально имеет дело с предметом, объектом, формой. Невозможно зафиксировать на фотографии то, что не имеет формы. Отчасти поэтому бесформенное, как и невидимое, становятся особой областью фотографии и корректируют условия создания образа.
Концепция была сформулирована американскими пост-структуралистами Розалиндой Краусс и Ив-Аленом Буа. Авторы стремятся отойти от традиционных художественных категорий формы, содержания, стиля, темы, творчества и заменяют их понятиями низменного материализма, горизонтальности, пульса, энтропии. Эта концепция представляет фотографию не как феномен конкретного и объективного, а как категорию мнимого. Также авторы обращают внимание на то, что бесформенное вносит идею беспорядка в любую таксономию, что сближает эту теорию с концепцией внелогического.

## Фотография и визуальный поворот
Фотографию часто рассматривают как часть феномена «визуального поворота» — явления в мировой культуре, связанного с приоритетом изображения, а не текста. В этом смысле, «визуальный поворот» пришел на смену «лингвистическому повороту», который считался основной доктриной культуры в середине XX века.
Введение в художественную практику таких нетрадиционных видов искусства как фотография, привело к формированию дисциплины под названием «визуальные исследования», которая подразумевала создание нового терминологического и методологического аппарата. Концепции визуального поворота были инициированы такими авторами как Жан-Поль Сартр, Жан Бодрийяр, Мишель Фуко, Жак Лакан, Ролан Барт, Жак Деррида и поддержаны такими исследователями как Кит Мокси, Норман Брайсон, Майкл Энн Холии, Гризельда Поллок и др.
Концепции визуального в фотографии исходят из предположения, что мышление во многом подчинено господству зрения. Мишель Фуко, Жиль Делёз, Жан Бодрияйр и Фредрик Джеймисон исходят из предположения, что визуальная система является основой западноевропейского мышления. Уильям Митчелл обращал внимание, что фотография поддерживает систему, которая в большей степени ориентирована на образ, нежели на текст.
Визуальный поворот и его обращение к фотографии предполагает создание новых типов «смотрения» и «видения». Система визуального воспринимается как культурный конструкт, противопоставленный идеологии текста. Визуальная культура и фотография предполагает знание зрительного вокабуляра и подразумевает создание нового типа культурной рефлексии.

## Фотография и теория видения
Концепция исходит из предположения, что изменение технических инструментов ведет к изменению художественной программы, преобразованию принципов восприятия и культуры ви́дения. Концепция обращает внимание на тот факт, что развитие фотографии и изменении визуальных стандартов — синхронный процесс. Развитие фотографии привело к формированию новых критериев и норм визуального восприятия.
Теория ви́дения исходит из предположения, что изменение визуальных стандартов было заметно скорректировано использованием репродукций. Новые средства коммуникации вывели произведения искусства в статус средств информации. Одной из характеристик искусства стала мобильность образов, которые позволили сделать искусство массовым продуктом.
Концепция также обращает внимание на тот факт, что реклама заменяет визуальную программу живописи. Реклама, также как и живопись, демонстрирует идею владения и богатства, но реклама (в отличие от живописи) ориентирована на идею утопического будущего. Обращение к рекламе является одним из обстоятельств поворота художественного продукта к обществу потреблению.

## Фотография и теория медиа
Фотографию часто рассматривают как частный случай и пример теории медиа. Понятие медиа сложно редуцировать до форм репрезентации — таких как театр, кино, сообщение и т. д. Категория медиа включает в себя явления, которые не относятся к средствам связи. Такие явления как архитектура, мода, дизайн, модная иллюстрация могут быть отнесены к медиа. Одной из форм медиа является фотография. Распространение и установление в теоретическом пространстве тезиса «все есть медиа» рассматривают как медиальный поворот.
Теория медиа как последовательная концепция была сформулирована в работах Маршалла Маклюэна и в исследованиях Торонтской школы теории коммуникаций. Фотография в этом контексте рассматривается как один из инструментов культурной коммуникации, как один из носителей информации. Медиапространство понимается как результат взаимодействия двух платформ — сферы культуры и социальной системы. Фотография как медиа — это инструмент, формирующий культурные практики. Теория медиа ориентирована не столько на детальное определение предмета, сколько на формирование метода, где складывается специфический подход к фотографии как социальному и культурному инструменту.
Обращаясь к фотографии, теория медиа, в частности, подразумевает, что обращение к языку, письму, риторике и логическим формам не является единственно возможной формой культурной рефлексии. Понятие новых медиа связывают не только с технической спецификой инструмента, но и с механизмом его функционирования. В теории медиа применительно к фотографии, как правило, рассматривается новый метод взаимодействия фотографии и изображения с пространством культуры и общества. Предполагается, что фотография производит не только и не столько изображение (или образ), сколько систему взаимоотношений художественной единицы (фотографии) и социального пространства.

## Фотография как программа
Представление о фотографии как о программе связано с теориями Вилема Флюссера. Он исходит из предположения, что формат фотографии задан условной программой. Камера как инструмент задает определённые условия ви́дения, механизм действия и восприятия. Флюссер обращает внимание на то, что фотография во многом связана с программой аппарата, который диктует условия функционирования фотографии. Программа, заложенная аппаратом, во многом определяет специфику фотографии.
Данная концепция исходит из предположения, что технические образы вытесняют текст. Технические образы не только символичны, но и передают более абстрактный набор символов, нежели традиционный образ. Фотографическая камера как аппарат функционирует в условиях заданной программы. Фотография, отмечает Флюссер — это работа в условиях программы, заданной фотоаппаратом. Одна из задач фотографа в этой концепции — поиск ещё неоткрытых возможностей программы. «Вопрос не в том, кто владеет аппаратом, а в том, кто исчерпывает его программу», — пишет Флюссер.
Фотоаппарат обладает двумя равнозначными программами: одна подразумевает режим автономного изготовления образов, другая — позволяет оператору пользоваться этой программой. Процесс этого взаимодействия представляется Флюссеру обоюдным: оператор диктует камере свои идеи, но его концепции заданы программой фотоаппарата. Владение программой и умение оперировать ей в этой концепции рассматривается как форма власти.

## Фотография и история искусства
Теория фотографии ставит под вопрос формат и методологию традиционной истории искусств. В связи с проблемой изучения фотографии в контексте истории искусства возникает два основных вопроса — возможность существования автономной истории фотографии и соответствие истории фотографии методам и принципам всеобщей истории искусств. Эти вопросы обсуждались в работах Ролана Барта и в исследованиях Розалинды Краусс.
В большей степени, нежели традиционные искусства, фотография демонстрирует способность обращаться к структуре архива. Архивная составляющая становится составляющей художественного смысла фотографии.
Понимание того, что окружающий мир может быть воспроизведен без участия художника, что стало ощутимой проблемой в пространстве искусства и идентификации художественного. Фотография, как автоматический и тиражируемый объект поставила под вопрос понятие произведения. Это, в свою очередь, нарушило традиционное понимание художественного пространства, обозначив фотографию специфическим явлением художественного поля.

## Фотография и культура повседневности
Фотографию часто рассматривают как явление, связанное с культурой повседневности. В этом случае фотография выступает и как антропологический источник, и как феномен, включенный в повседневный оборот и поддерживающий мифологическую программу современности.